# Hàbitat per a la Humanitat
Hàbitat per a la Humanitat en anglès: Habitat for Humanity International (HfHI), és una organització no governamental i no lucrativa internacional, fundada l'any 1976.
Els seus membres construeixen habitatges senzills, decents i fàcils de mantenir, per a persones d'escassos recursos en diversos països del món. La seva seu administrativa internacional es troba a Atlanta i la seva seu d'operacions en Americus, Geòrgia. Compta amb cinc oficines centrals al Món: Estats Units i Canadà, Àfrica i Mitjà Orienti (Pretòria, Sud-àfrica), Àsia Pacífic (Bangkok, Tailàndia), Europa i l'Àsia central (Bratislava, Eslovàquia) i Amèrica Llatina i el Carib (San José, Costa Rica).
La missió d'Hàbitat per a la Humanitat és "convocar a la gent per construir habitatges, comunitats i esperança, i així mostrar l'amor de Déu en acció." Els habitatges es construeixen gràcies al voluntariat que participa en jornades de treball.

## Història
L'any 1976 Millard i Linda Fuller van fundar Hàbitat per a la Humanitat a Americus (Georgia). Millard Fuller, un empresari i advocat d'èxit, va ser milionari amb només 29 anys. Pocs anys després, però, Millard i Linda Fuller van fer un canvi radical a la vida: van decidir renunciar a la seva riquesa, van vendre les seves propietats i van donar la seva riquesa amb finalitats socials. Volien que la seva vida es basés en valors i estàndards cristians i es van traslladar amb els seus fills a la granja Koinonia, a Geòrgia.
Allí van conèixer Clarence Jordan i junts van tenir la idea de crear un Fons per a la Humanitat. Van començar a construir cases i vendre-les a famílies necessitades de la zona que havien de viure en condicions inhumanes. No volien obtenir beneficis amb aquesta obra, sinó trencar el cercle viciós de pobresa i malaltia creant unes condicions de vida segures i saludables, de manera que les famílies afectades desenvolupessin un nou sentit de l'autoestima i, així, perspectives de futur. Basant-se en la seva experiència, els Fuller van dur a terme un concepte d'edificació sostenible basat en la contribució personal, l'ajuda del barri, el treball voluntari i un fons financer.
L'any 1973 els Fuller es van traslladar a Àfrica amb els seus quatre fills per provar el concepte de construcció de cases al Zaire (avui: República Democràtica del Congo). L'experiment va resultar ser un gran èxit per al país en desenvolupament i Fuller es va convèncer que el seu model es podria utilitzar a tot el món. Quan Millard Fuller va tornar als Estats Units amb la seva família el 1976, la fundació de l'organització Habitat for Humanity International es va fer realitat.
El projecte de construcció Jimmy & Rosalynn Carter (Jimmy Carter Work Project -JCWP- en anglès) és un gran esdeveniment de construcció nord-americana i internacional. L'expresident Jimmy Carter és un dels més reconeguts membres de l'organització, des que s'hi va unir l'any 1984. Ell mateix ajuda a recaptar fons i passa una setmana cada any construint habitatges. 